# Albatroz-de-bico-amarelo-do-atlântico
O albatroz-de-nariz-amarelo, albatroz-de-bico-amarelo-do-atlântico ou albatroz-de-bico-pintado (Thalassarche chlororhynchos) é uma ave da família Diomedeidae (albatrozes) que nidifica nas ilhas Tristão da Cunha e Gonçalo Álvares.
O nome científico vem do grego antigo. Thalassarche é de thalassa, "mar" e arkhe, "comando", e chlororhynchos é de khloros, "amarelo" e rhunkhos, "bico".
A espécie tem como característica distintiva uma faixa amarela ao longo da maxila que termina numa forma arredondada. A sua envergadura varia entre 1,98 e 2,07 m, sendo os machos maiores que as fêmeas. A época de postura varia entre Setembro e Outubro, consoante a ilha.

## Taxonomia
Esses pássaros pertencem à família Diomedeidae da ordem Procellariiformes, juntamente com cagarras, fulmars, petréis de tempestade e petréis de mergulho, além de outros albatrozes do gênero Thalassarche (em inglês, mollymawks). Eles compartilham certos recursos de identificação. Primeiro, eles têm passagens nasais que se ligam ao bico superior, chamadas naricórnios, embora as narinas do albatroz fiquem nas laterais do bico. Os bicos dos Procellariiformes também são únicos por serem divididos em sete a nove placas córneas. Finalmente, eles produzem um óleo estomacal composto de ésteres de cera e triglicerídeos que é armazenado no proventrículo. Isso é usado contra predadores, bem como uma fonte de alimento rica em energia para filhotes e adultos durante seus voos longos. Eles também possuem uma glândula de sal que fica acima da passagem nasal e ajuda a dessalinizar seus corpos, devido à grande quantidade de água do oceano que ingerem. Ele excreta uma solução altamente salina pelo seu nariz.

## Descrição

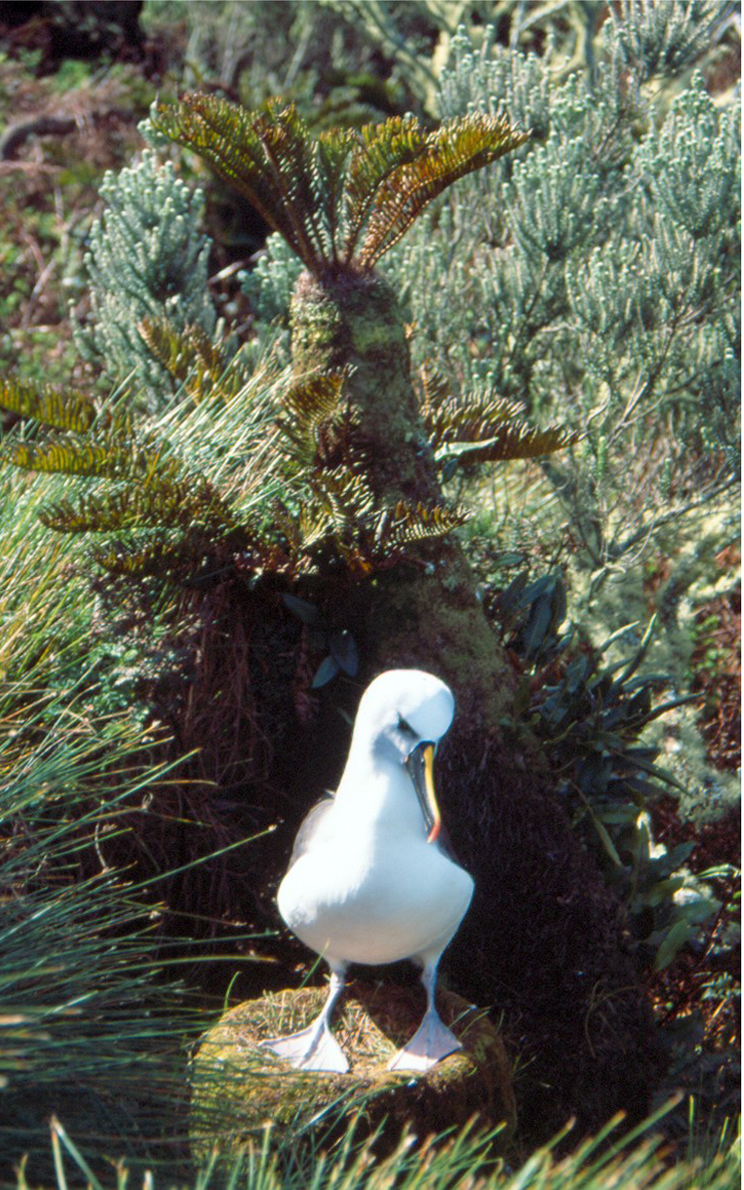
Albatroz no solo, com coloração amarela do bico em destaque

O albatroz-de-bico-amarelo tem em média 81 centímetros de comprimento. É um mollymawk preto e branco típico com uma cabeça cinza e nuca branca. Seu bico é preto com um culminicórnio amarelo e uma ponta rosa. Tem cauda e asa superior cinza-escuros, e sua parte inferior é predominantemente branca. A parte debaixo da asa mostra uma estreita margem preta. O juvenil é semelhante ao adulto, mas com cabeça branca e bico preto. Pode ser diferenciado do albatroz-de-bico-amarelo indiano por sua cabeça mais escura. Em relação a outros mollymawks, ele pode ser distinguido por seu tamanho menor (as asas sendo particularmente estreitas) e a fina borda preta na parte inferior das asas. O albatroz de cabeça cinza tem uma cabeça cinza semelhante, mas as marcações pretas ao redor da borda do underwing são mais extensas e menos bem definidas. O albatroz de Salvin também tem uma cabeça cinza, mas tem asas muito mais largas, um bico pálido e bordas pretas ainda mais estreitas na parte de baixo.

## Comportamento

### Alimentação
Este mollymawk se alimenta de lulas, crustáceos e peixes, como, por exemplo, biqueirões (Engraulis encrasicolus) e sardinhas (Sardinops sagax).

### Reprodução

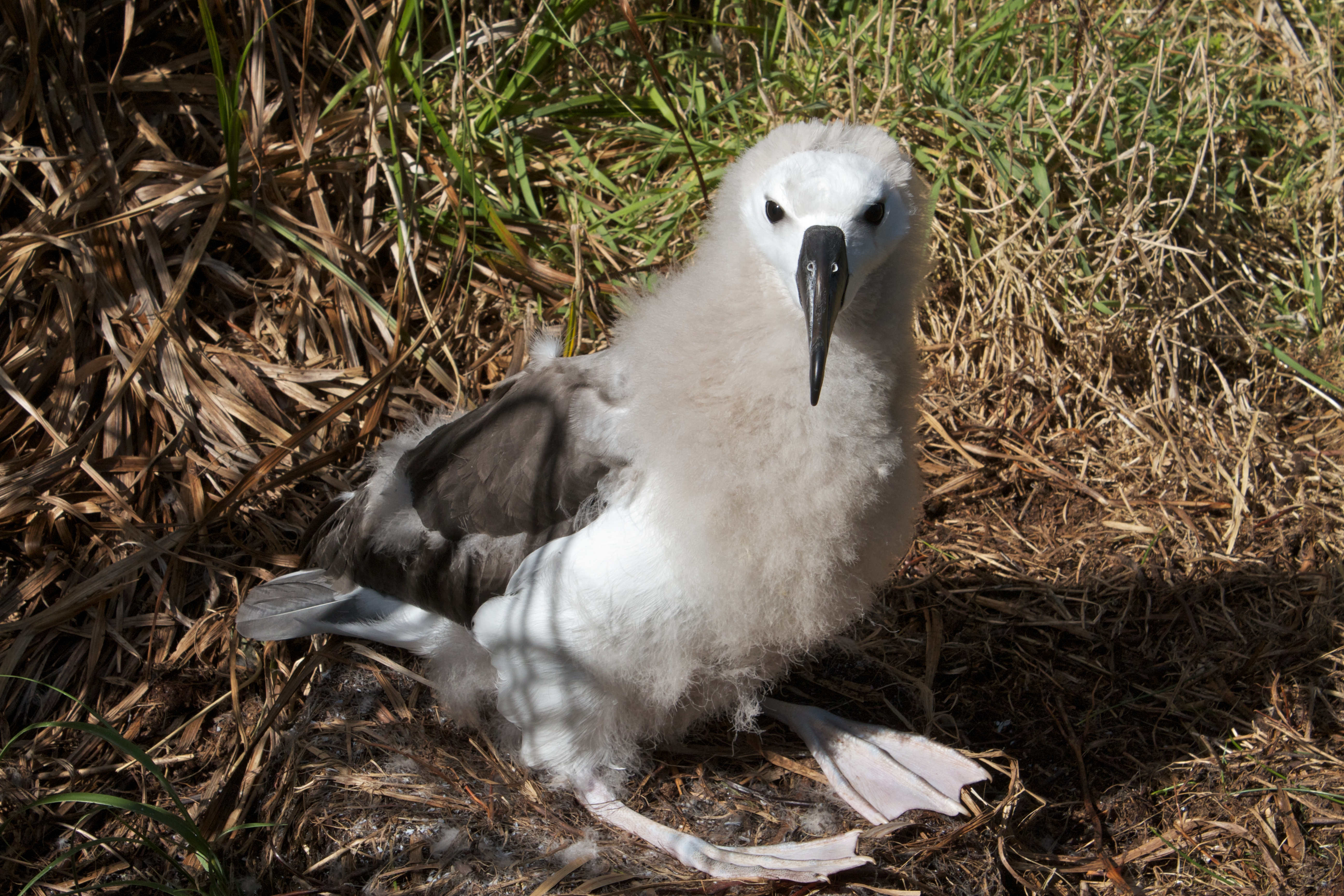
Juvenil na Ilha Nightingale

Como todos os albatrozes, eles são coloniais, mas constroem seus ninhos em arbustos, no topo de penhascos entre as samambaias Blechnum. Como todos os mollymawks, eles constroem ninhos de pedestal de lama, turfa, penas e vegetação para depositar seu único ovo. Eles fazem isso em setembro ou no início de outubro, e os filhotes nascem no final de março a abril. Eles se reproduzem anualmente.

## Distribuição
Os albatrozes-de-bico-amarelo nidificam em ilhas no meio do Atlântico, incluindo Tristão da Cunha (Ilha Inacessível, Ilha do Meio, Ilha Nightingale, Ilha Stoltenhoff ) e Ilha de Gonçalo Álvares. No mar, eles variam entre o Atlântico Sul, da América do Sul à África, entre 15°S e 45°S.
A IUCN lista esta espécie como ameaçada de extinção, com uma faixa de ocorrência de 16,800,000 km² e uma faixa de reprodução de 80 km². Uma estimativa da população de 2001 divide a população e mostra algumas tendências. Há 5 300 pares reprodutores na  Ilha de Gonçalo Álvares, entre 16 000 e 30 000 casais reprodutores na Ilha de Tristão da Cunha, 4 500 na Ilha Nightingale, entre 100 e 200 pares na Ilha do Meio, 500 pares na Ilha Stoltenhoff e 1 100 na Ilha Inacessível . Isso totaliza entre 27 500 e 41 600 pares por ano, para um total entre 55 000 e 83 200 aves adultas. Esta estimativa da população foi feita em 1983, no entanto, está desatualizada. As tendências sugerem uma redução de 50% em 72 anos.
A maior ameaça é a pesca com palangre, uma vez que a captura de pintos e adultos foi proibida.
Esforços para ajudar a conservar esta ave estão em andamento, com a contagem das aves na Ilha de Gonçalo Álvares. Além disso, a Ilha de Gonçalo Álvares e a Ilha Inacessível são reservas naturais, e a Ilha de Gonçalo Álvares é um Patrimônio Mundial. A população de Tristão da Cunha está sendo rastreada e contada remotamente, e a Comissão de Pescarias do Atlântico Sudeste aprovou uma resolução para que todas as embarcações de pesca usem uma linha de tori e lancem linhas à noite.
| Localização              | População             | Data | Tendência  |
| ------------------------ | --------------------- | ---- | ---------- |
| Ilha de Gonçalo Álvares  | 5.300 pares           | 2001 | Estável    |
| Ilha de Tristão da Cunha | 16.000 - 30.000 pares | 1974 | Estável    |
| Ilha Nightingale         | 4.500 pares           | 1974 | Diminuindo |
| Middle Island            | 100 - 200 pares       | 1974 |            |
| Ilha Stoltenhoff         | 500 pares             | 1974 |            |
| Ilha Inacessível         | 1.100 pares           | 1983 | Diminuindo |
| Total                    | 55.000-83.200         | 2001 | Diminuindo |